# Kurfürstenstraße 4 (Wuppertal)
Das Haus Kurfürstenstraße 4 ist ein historisches Gebäude in der bergischen Großstadt Wuppertal in Nordrhein-Westfalen.

## Lage und Beschreibung

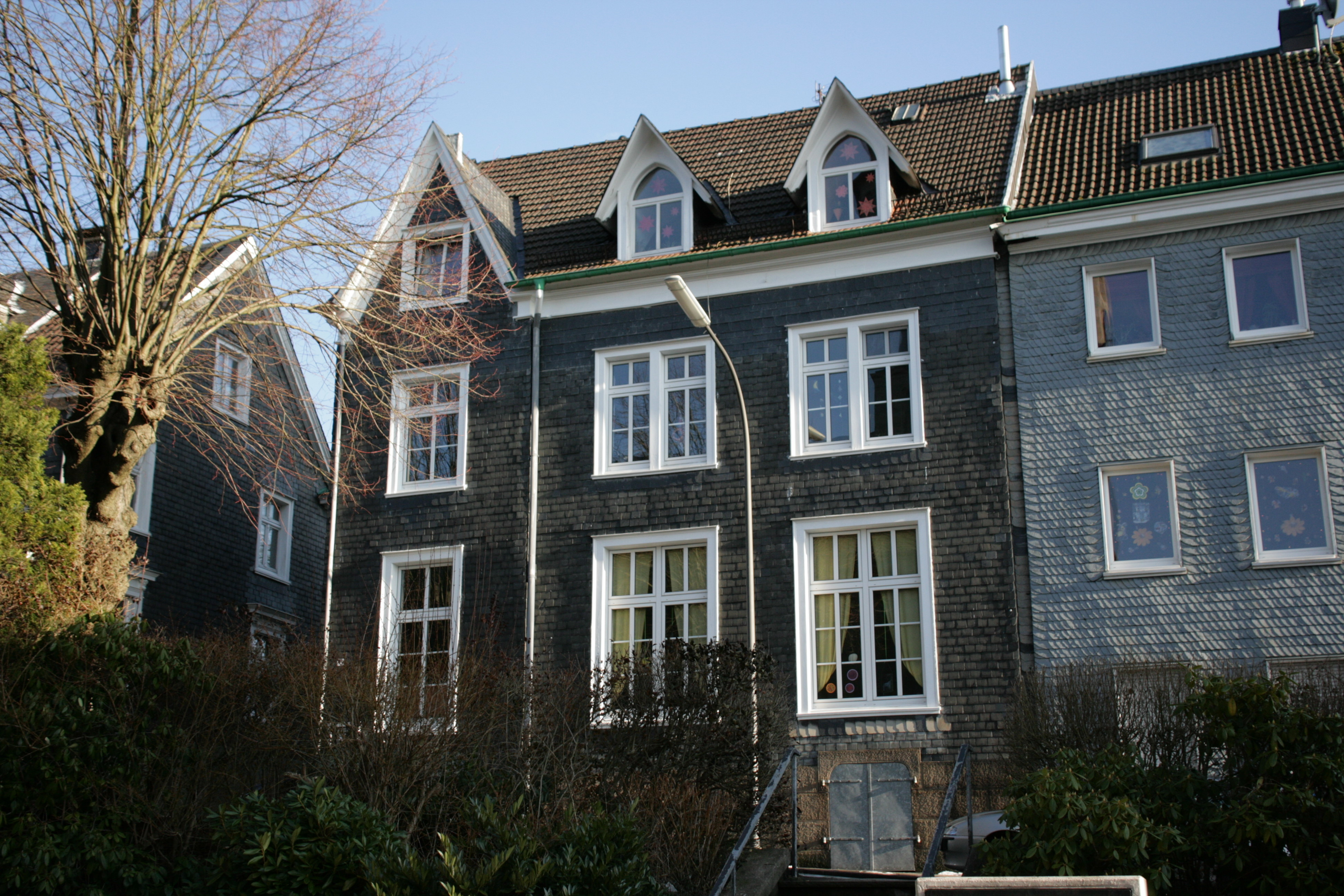
Kurfürstenstraße 4

Das Schieferhaus befindet sich im Stadtteil und Stadtbezirk Ronsdorf (bis 1929 eine selbständige Stadtgemeinde) im Wohnquartier Ronsdorf-Mitte/Nord. Es befindet sich am südlichen Ende der Kurfürstenstraße.
Das Haus wurde 1898 als Gemeindehaus der reformierten Kirchengemeinde Ronsdorf mit Wohnungen errichtet. Es besitzt zwei Vollgeschosse auf einem Fundament aus unverputzten Natursteinen sowie ein ausgebautes Dachgeschoss. Die Fassade des traufständigen, verschieferten Fachwerkhauses ist nicht streng geometrisch gegliedert. Auf der linken Seite der straßenseitigen Dachfront befindet sich ein Zwerchgiebel, rechts daneben zwei Dachgauben. Der über eine Treppe zu erreichende Eingang befindet sich an der nördlichen Giebelseite gegenüber dem nur wenige Meter entfernten Pastorat.
Das Gebäude blieb im Zweiten Weltkrieg, insbesondere bei den Luftangriffen auf Wuppertal im Gegensatz zu zahlreichen anderen Bauwerken in Ronsdorf, weitestgehend unversehrt. Zusammen mit dem benachbarten Reformierten Pastorat Ronsdorf, der gegenüber liegenden Reformierten Kirche Ronsdorf mit dem Kirchhof und der Schwengelpumpe, der Reformierten Schule sowie wenigen weiteren erhaltenen Gebäuden wie u. a. dem Waterhüsken und dem Haus Kniprodestraße 6 bildet es ein historisches und das Stadtbild prägendes Gebäudeensemble. Es wurde daher am 2. Dezember 1999 als Baudenkmal in die Denkmalschutzliste der Stadt Wuppertal aufgenommen.
Das Haus wurde über Jahrzehnte als Gemeindesaal, Gemeindeamt und Wohnstätte des Küsters genutzt. Nach Fertigstellung des neuen Gemeindehauses vor einigen Jahren wurde es veräußert und befindet sich nunmehr in Privatbesitz.